# ふんどし刑事ケンちゃんとチャコちゃん
『ふんどし刑事ケンちゃんとチャコちゃん 』（ふんどしけいじケンちゃんとチャコちゃん）は、徳弘正也による漫画作品。「スーパージャンプ」1986年創刊号より1990年3月号まで連載された。

## 概要
鼻曲署の敏腕警部（ケンちゃん）と新人刑事（チャコちゃん）のコンビが織りなす人情コメディ。
「スーパージャンプ」の創刊にあたり、目玉作品の一つとして掲載された作品で、作者にとって初の青年誌での執筆作品となる。少年誌に比べ、比較的規制が緩やかな青年誌という事もあり、独特のギャグや人情話に加え、エロ度も格段に上がっている。
7号まで「週刊少年ジャンプ」の増刊号だった「スーパージャンプ」は、1988年秋に月刊誌として独立するが、作者は当時『ジャングルの王者ターちゃん♡』の連載を始めており、その関係から以後は不定期連載となった。『ターちゃん♡』との並行連載になってからは、『ターちゃん♡』のキャラクターであるヂェーン、ターちゃん、アナベベら（にそっくりな人物）が登場している。
連載開始当初はタイトルが『ふんどし刑事ケンちゃんチャコちゃん』だったが、後に改題。タイトルはTVドラマ『ケンちゃんチャコちゃん』に由来する。

## 登場人物
茶屋 四郎（ちゃや しろう）
高校卒業後、警察学校を首席で卒業し鼻曲署に刑事として配属された新人警察官。剣崎警部とコンビを組む。氏名のモデル（剣崎警部の名前のモデルにも）は安土桃山時代から江戸時代初期に活躍した京都の豪商・茶屋四郎次郎。
正義感に溢れ行動力もある。本来ならエリートとして出世する事も可能だが、本人は一刑事として正義と平和を守る事を誓っている。相当なスケベで被疑者の女性への恋心と刑事としての正義感との葛藤に見舞われることもしばしば。オナニーにかけては右に出るものがいない。
警察官になる前に、人にはちょっと言えない恥ずかしい理由で入院した事があり、その際同じ病室に入院していた剣崎警部と出会っているが、互いにその事は知らない。
剣崎 二郎（けんざき じろう）
鼻曲署の敏腕警部で、人間味に溢れ一見するとアダルトな渋い男だが、実はゲイ。某任侠映画の俳優と玄界灘を六尺越中褌を締めて一緒に泳げたら死んでもいいと思っている。
第1話では連続婦女暴行犯の男に被害者の苦痛を体で教えている。この犯人は強姦が親告罪であることを利用して未成年の女性ばかりを狙っていた。案の定不起訴になったため、剣崎警部は再犯防止と私的制裁と個人的な趣味を兼ねて行為に及んだ（実際には強姦は親告罪であっても、加害者は傷害罪・強制わいせつ罪等で逮捕される。ちなみに剣崎警部のケースが問題にならないのは、男同士の合意があったからであろう）。
玉の肌と言う力士と恋人関係にある（後述）。
かつて警視庁の射撃部隊に所属していたが、その際犯人を射殺した過去があり、身寄りのなかった犯人の娘を償いとして引き取り、養女として実の娘同様の愛情を持って育てている。
昔は女装が趣味だったが、少しでも父親らしい事をしたいと決意し、現在は捜査以外では女装は止めている。
剣崎 まゆ（けんざき まゆ）
剣崎警部の娘で高校生。実の父親は凶悪犯として剣崎警部に射殺され、母親も他の男と家出してしまい、身寄りもなく孤児院に入れられていたが、剣崎警部に養女として引き取られ、実の娘同様の愛情を持って育てられた。
偶然事件の事を知ったショックでグレかかり、家出しようと預金を卸しに行った先で銀行強盗に遭遇、人質となってしまうが、その時に剣崎警部の本心を知り、実の父親以上に父親として慕っていた事を告白した。その後の親子関係は良好である。
磯村（いそむら）
鼻曲署に配属された刑事。敬虔なクリスチャンで、犯人に狙撃された際、首にぶら下げたロザリオのおかげで命拾いをした。
玉の肌（たまのはだ）
大相撲の力士で、剣崎警部の恋人（もちろん男性）。
新弟子時代に剣崎警部と出会い、その後恋人となる。初登場時は幕下だったが回を重ねる事に出世している。
浮気は許さないと剣崎警部に公言していて、剣崎警部が連続婦女暴行犯の男に男の味を体で教えた事がバレた際、顔半分が変形する程の張り手をくらわしている。